# Quäkergebräuche
Als Quäkerbrauchtum bezeichnet man Gebräuche der Quäker, die insbesondere für Außenstehende eine Reihe „befremdlicher“ Verhaltensweisen darstellten. Diese trugen ihnen im englischen Sprachraum die Bezeichnung „peculiar people“ (eigenartige Leute) ein.

## Ursprüngliches Verhalten
Die Quäker weigerten sich, vor gesellschaftlich „höher gestellten“ Personen den Hut zu ziehen, sie redeten alle Menschen mit du (engl. thou) an, sie lehnten den Gebrauch von Titeln und anderen Ehrenbezeugungen ab. Es wird vermutet, dass das Händeschütteln in seiner heutigen Form auf die Quäker zurückgeht, als Ausdruck der Gleichheit.
Die Quäker praktizierten eine schlichte Lebensführung und wandten sich gegen Luxus in Kleidung (graue Einheitstracht), Architektur und Ausstattung der Wohnhäuser usw. Sie verwendeten eine einfache und direkte Sprache und weigerten sich Eide zu leisten.
„Weltliche Vergnügen“ wurden abgelehnt oder zumindest sehr kritisch gesehen. So schreibt zum Beispiel George Fox während einer seiner Gefängnisaufenthalte an seine Peiniger (ca. 1656):
Es gehet das Wort des HERRN an euch, ihr eitlen Müssiggänger, die ihr so dem Spiel, dem Vergnügen und solchen einfältigen Übungen zugetan seid, das ihr bedenken möget, was ihr tut. Ist das der Zweck eures Daseins? Machte Gott alles zu eurem Vergnügen und eurem Gebrauch? Machte nicht Gott alle Dinge, damit er darin in Furcht und Anbetung, im Geist und in der Wahrheit, in Gerechtigkeit und Heiligkeit geehrt werde? Wie könnet ihr Gott dienen, solange ihr euren Vergnügen nachgeht? Ihr könnt nicht Gott dienen und Weltliche Vergnügen, dem Kegeln, Jagen und Trinken und dergleichen; wenn euer Herz bei dergleichen ist, so will Gott eure Lippen nicht, fraget euch, ob das nicht wahr ist.
Bezeichnungen der Tages- und Monatsnamen wurden durch schlichte Bezeichnungen wie zum Beispiel „first day, second month“ für den 1. Februar ersetzt. Der Genuss von Rauschmitteln (auch Tabak) sowie die Beteiligung an Glücksspiel oder kulturellen Zerstreuungen wie Theater, Tanz und Jagd usw. wurde ebenfalls abgelehnt. Als Begründungen für diese Verhaltensweisen wurden die Ablehnung einer „zügellosen Lebensweise“ sowie der Bezug auf biblische Vorgaben angeführt. So schreibt William Penn z. B.:
Hättet ihr wirklich den Geist des wahren Christentums, wie könntet ihr denn eure so kostbare und kurze Zeit mit so vielen unnötigen Besuchen, Spielen und Zeitvertreiben, mit Komplimenten und Schmeicheleien hinbringen? Wie könntet ihr euch mit Erzählungen erdichteter Geschichten, mit herumtragen nutzloser Neuigkeiten und noch vielen andren eitlen Dingen beschäftigen, die bloss dazu da sind, und deren ihr euch auch nur bedienet, um euch zu zerfleischen; um nicht an euren wahren Zustand zu denken, und euch in gänzlicher Gottesvergessenheit zu betäuben.
Im Gegensatz dazu wurde die Arbeit als gemeinsames Feld der Offenbarung religiös verklärt. Um die erforderliche Disziplin durchzusetzen und aufrechtzuerhalten, gab es das Amt des „Aufsehers“ (engl. Overseer). Dieser hatte auch den Auftrag im häuslichen Umfeld von der tadellosen Lebensführung zu überzeugen.
Früh begannen die Quäker sich betont schlicht, bevorzugt grau und schwarz zu kleiden. Bärte waren verpönt und es wurden breitkrämpige Hüte getragen. Aber nicht alle hießen diese Entwicklung gut. So ist bekannt, dass Margaret Fell kein Verständnis für diese Eigenart hatte. Trotzdem setzte sich der Trend fort und wurde zu einem Merkmal des Quietismus im Quäkertum. Dieser Kleidungsstil führte dann gelegentlich auch dazu, dass für Außenstehende die Unterscheidung zu anderen Gruppen, wie den Mennoniten schwierig war.

### Religiöser Brauch
Auf Taufe und Abendmahlfeier wurde gänzlich verzichtet. Die Beerdigung war ohne jede Liturgie, besondere Kleidung, Bedeckung, Gesang oder gemessenes Tempo bei der Prozession. Genau so wie die Quäkerandacht selbst auch. Das führte dann zu Spott und Häme wie hier in einer zeitgenössischen Schilderung:
Die Träger laufen mit dieser Leiche wie ein Hund, der einen Schinken gestohlen hat, den die anderen Hunde auf der Straße folgen, und laufen dem nach, der den Schinken trägt. Ebenso tun diese Quäker mit ihren Toten, sie laufen sehr schnell, um diese zu begraben, ohne Tücher über die Bahre legen zu wollen [...], und die anderen Quäker folgen der Leiche, [...] ein jeder gekleidet, als ob sie bei ihrer Arbeit wären; [...] und es folgt ihnen ein großer Haufen schreiender und spottender Straßenjungen, die mitunter mit Schmutz werfen.

### Gründe
Ein Teil dieser auffälligen und hier aufgeführten Verhaltensweisen sind den so genannten vier Zeugnissen (Zeugnis der Integrität, Friedenszeugnis, Zeugnis der Einfachheit und Zeugnis der Gleichheit) zuzurechnen. Sie sind quasi die Schnittmenge aller Quäkerausprägungen, -flügel und -strömungen.

## Gegenwart
Das Bild und der Lebenswandel der Quäker hat sich in den letzten 150 Jahren stark gewandelt. Gerade der liberale Zweig und die Evangelikalen Quäker haben viele Gebräuche aufgegeben. Aber selbst konservative Quäker haben viele davon abgelegt oder betrachten sie als optional. Dieses trifft insbesondere auf die Kleidung zu. Keine Jahresversammlung hat heute noch die alten „Quäkeruniformen“. Viele tragen bewusst schlichte Kleidung, aber es gibt keinen strengen Dresscode mehr. Auch ist bei einigen Mitgliedern der deutschen Jahresversammlung das Tragen teilweise wertvollen oder auffälligem Schmucks zu beobachten, was offensichtlich innerhalb der Gemeinschaft auch kein Stein des Anstoßes mehr ist.
Bei anderen Bräuchen wie Gesang und Musik gibt es bei Evangelikalen Quäkern im Grunde keine Unterschiede mehr zu anderen christlichen Konfessionen. Gesang ist bei diesen auch ein Bestandteil des Gottesdienstes. Auch im liberalen Flügel, der nach wie vor die stille – unprogrammierte – Andacht pflegt, hat Gesang außerhalb des Gottesdienstes ihren Platz gefunden. So hat z. B. die Deutsche Jahresversammlung in Julian Clarke und Renate Buchmann zwei Chorleiter, die den Quäker-Chor betreuen. Mit Hanna Jordan († 2014) hatte die Deutsche Jahresversammlung sogar eine recht bekannte Bühnen- und Kostümbildnerin vorzuweisen. Sie sorgte in der Zeitschrift Quäker viele Jahre mit der Quäker House Mouse-Karikaturen-Serie für Unterhaltung.
Seit ein paar Jahren gibt es die The Quaker Theatre Company in Großbritannien. Mit Ben Kingsley und Judi Dench gibt es sogar seit einigen Jahren zwei recht bekannte Schauspieler in Hollywood, die den Quäkern angehören.
Für einige Kontroversen sorgte die Entscheidung des Quaker Social Action (QSA), Lottogelder für ihre Arbeit zu verwenden. Dies bedeutete für viele Mitglieder eine Zäsur in den vormals bestehenden Traditionen. Die QSA argumentiert, dass man selbst nicht zum Glücksspiel aufrufe oder es fördere, sondern lediglich das Geld daraus für gute Zwecke verwenden wolle. Eine solche Entscheidung wäre zum jetzigen Zeitpunkt in der Deutschen Jahresversammlung nur schwer denkbar. In den 39 Ratschläge&Fragen heißt es dazu:
Bedenke, welche von der Gesellschaft angebotenen Wege zum Glück wirklich Erfüllung bringen, und welche möglicherweise verderblich und zerstörerisch sind. Sei kritisch bei der Auswahl von Unterhaltungs- oder Informationsmöglichkeiten. Widerstehe dem Wunsch, Besitz oder Einkommen durch ethisch nicht vertretbare Investitionen, Spekulationen oder Glücksspiel zu erwerben.

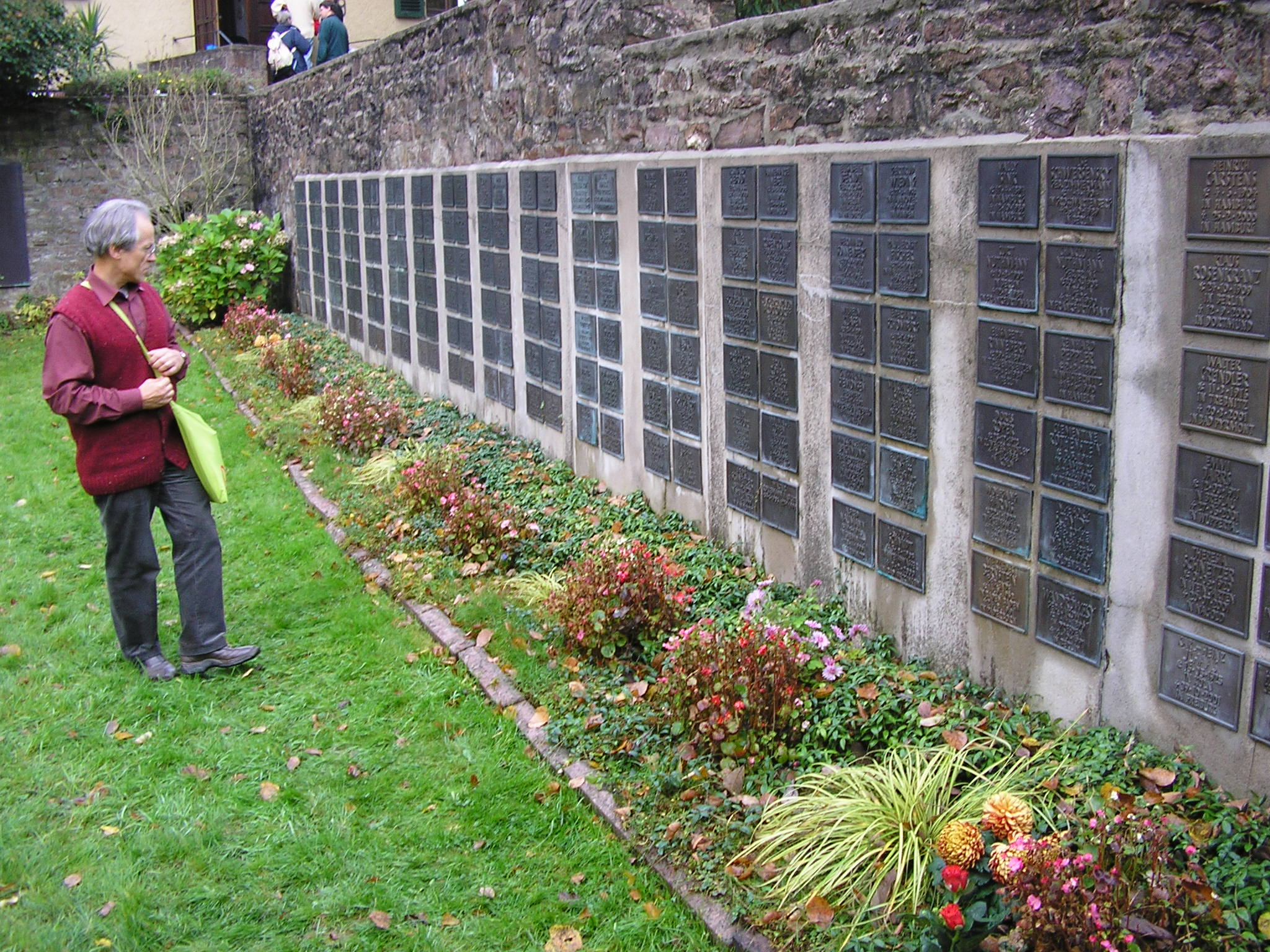
Quäkerfriedhof in Deutschland, Bad Pyrmont (2008)

Beerdigungen und Totengedenken haben auch heute noch keine hohe Priorität unter Quäkern. Der Umgang mit Tod und Sterben ist unterschiedlich bis ambivalent. So hat einerseits der (Urnen-)Friedhof des Quäkerhauses in Bad Pyrmont eine mehrere Seiten umfassende Friedhofsordnung, andererseits wird bei Jahres- und Bezirksversammlungen auch schon mal – in Ermangelung an Platz – Fußball darauf gespielt (frei nach Markus 12,27: Es ist nicht ein Gott der Toten, sondern der Lebendigen!). Auch für den Sterbeprozess gibt es keine besonderen Rituale, wie z. B. die Krankensalbung bei anderen Kirchen.

## Glossar
Für die im Artikel verwendeten Fachbegriffe siehe auch Artikel Glossar Quäkertum.